# Atsushi Shirai
Atsushi Shirai (jap. 白井 淳 Shirai Atsushi; ur. 18 kwietnia 1966) – japoński piłkarz występujący na pozycji bramkarza.

## Kariera klubowa
Od 1989 do 2002 roku występował w klubach Tanabe Pharmaceutical, Consadole Sapporo, Gamba Osaka, JEF United Ichihara i Omiya Ardija.